# Seznam zámků na Hlučínsku
Toto je seznam zámků nacházejících se na historickém území Hlučínska, tedy v původně 38 obcích a městech, které se v letech 1742–1920 (resp. 1923) vyvíjely jako součást pruského Horního Slezska a dnes tvoří východní čtvrtinu okresu Opava (s výjimkou několika obcí přičleněných k Ostravě).

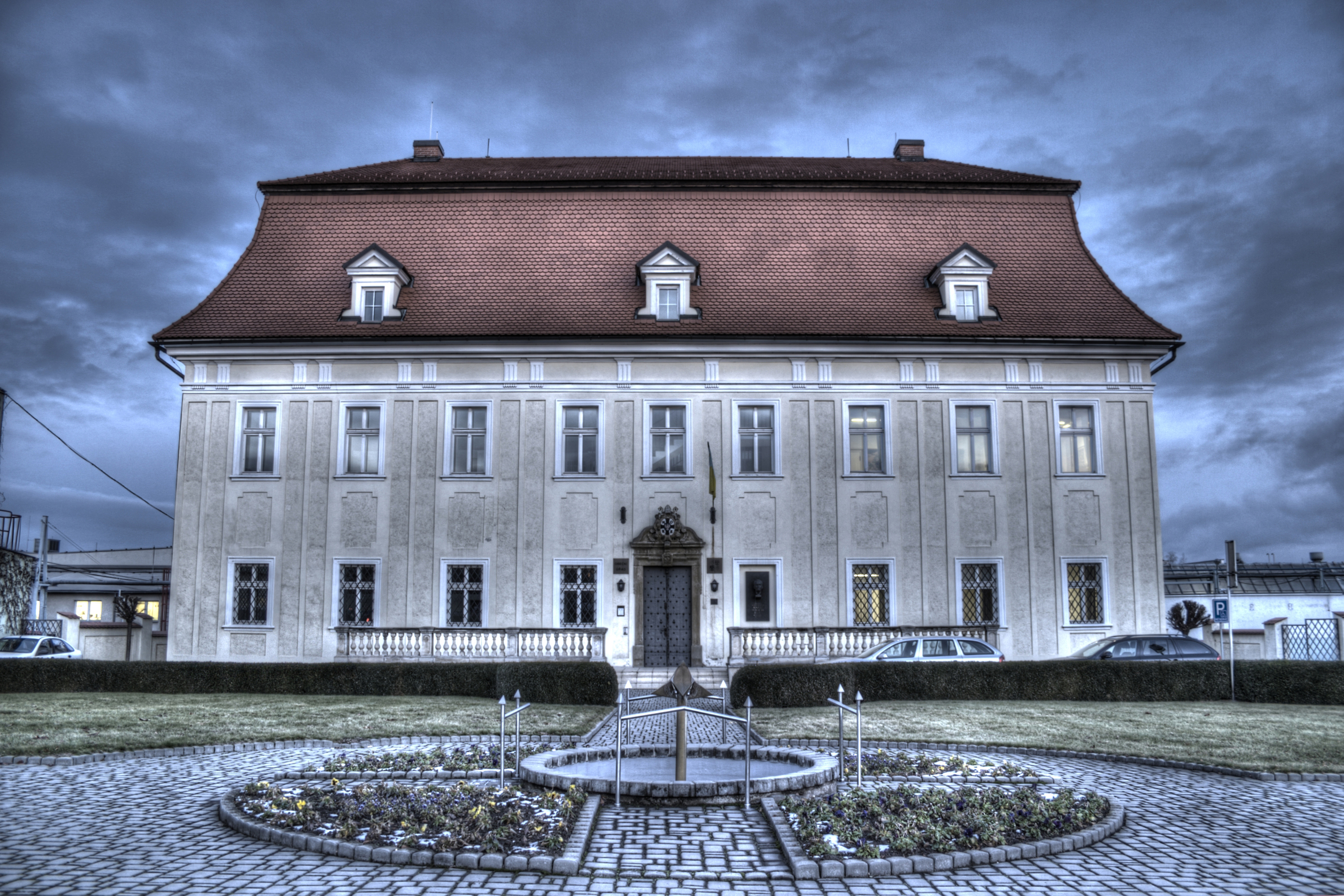
Zámek Bolatice

## Bolatice
Až do 18. století byl v Bolaticích pouze vrchnostenský dvůr, u něhož byl v roce 1724 – 1748 vystavěn cisterciáky jednoposchoďový barokní zámek obdélného půdorysu, u něhož byl zřízen park. Za vlastnictví baronů Hennebergů byl upraven zámecký interiér.

## Dolní Benešov
Tvrz v Dolním Benešově je doložena k roku 1411, ale je pravděpodobné, že existovala již dříve. Tvrz byla v letech 1660 -1670 přestavěna na renesanční zámek. Podoba zámku dnes pochází z 18. století, kdy panství drželi baroni Kalkreutové. V roce 1848 obyvatelé Dolního Benešova zaútočili na zámek, který byl vydrancován. V roce 1892 probíhaly v zámku stavební úpravy a v letech 1901 – 1902 další. Během 2. světové války byl v zámku zřízen koncentrační tábor pro polské občany. Tato budova byla po válce upravena na školu, dodnes zde sídlí mateřská škola. Zámecký park v anglickém stylu, který byl založen na přelomu 19. a 20. století, obklopuje zámek ze všech světových stran. V roce 1937 Rothschild odesílá se svolením ministerstva financí cennější inventář do zámku do Vídně.

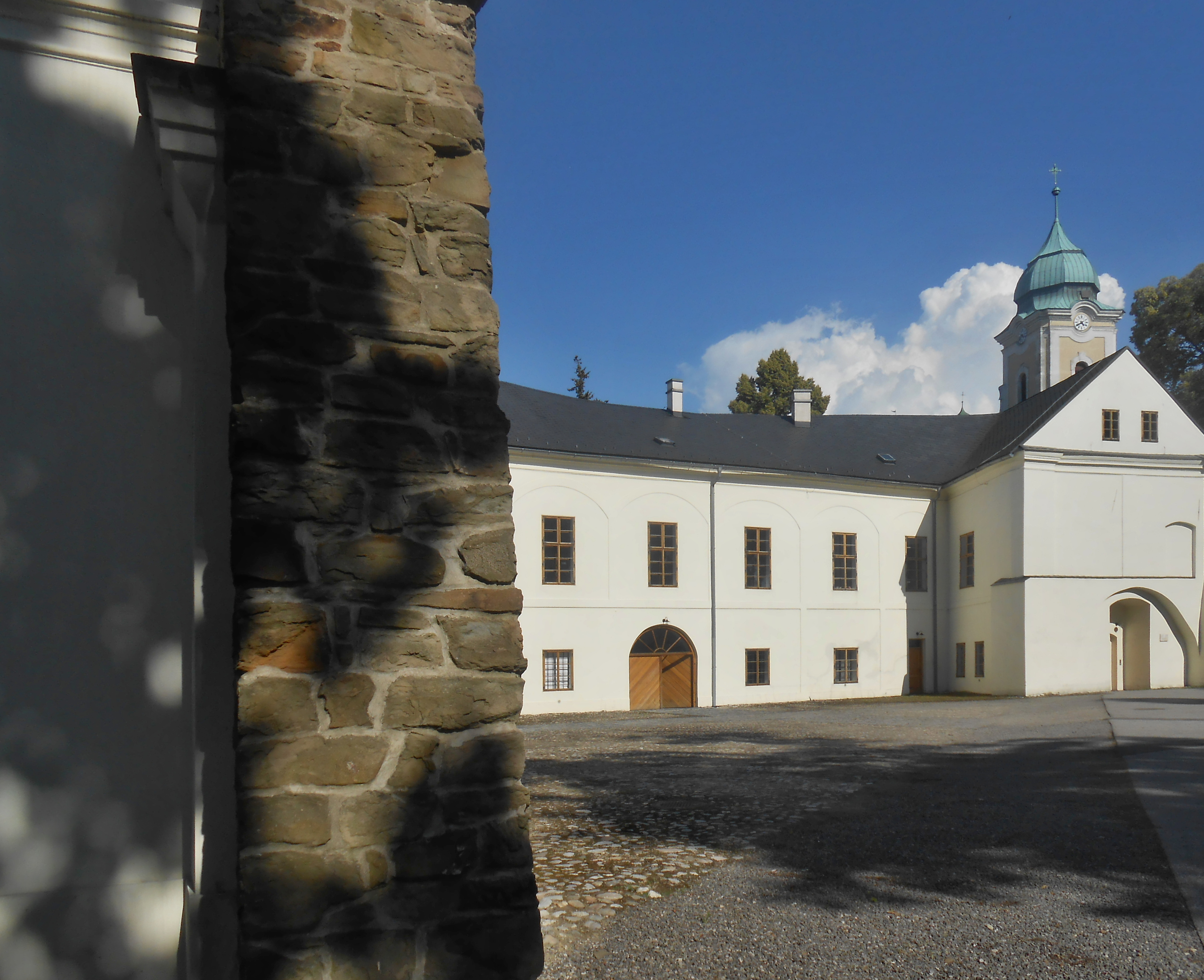
Zámek Hlučín

## Hlučín
K roku 1439 je na místě budoucího zámku v Hlučíně zmiňována tvrz. Samotný zámek je pak uváděn k roku 1517. V 1. polovině 18. stol. bylo k němu přistavěno severní křídlo a byly zazděny dvorní arkády a začátkem 19. století, kdy zámek vlastnil August von Posser-Nädlitz, byla zbořena věž. V polovině 19. stol. získala zámek rodina Meyerů svobodných pánů Rotschildů. Ti jej později pronajímali a na zámku tak sídlil soud nebo sirotčinec. Dnes je v zámku Muzeum Hlučínska s informačním centrem, Městská knihovna, výtvarný obor při ZUŠ P. J. Vejvanovského a čajovna.

## Hošťálkovice
K roku 1502 je v Hošťálkovicích uváděna tvrz. Zámek si nechal vystavět ostravský obchodník Antonín Josef Römisch, který Hošťálkovice získal v r. 1832. V roce 1847 se panství dostává do rukou Šalomouna Meyera svobodného pána Rothschilda. Zámek od té doby sloužil jen hospodářským a správním účelům.

## Chuchelná
Zámek v Chuchelné byl údajně postaven Jiřím Lichnovským z Voštic v polovině 17. století v raně barokním slohu. V roce 1776 za knížete Jana Karla Lichnovského k němu byla přistavěna kaple. K největší přestavbě došlo za Karla Maria Faustina Lichnovského, který v roce 1853 nechal přistavět druhou budovu tzv. Dům kavalírů, který sloužil k ubytování hostů. Zámek sloužil jako lovecká rezidence a navštívil jej několikrát i německý císař Vilém II. Pruský (1893, 1894, 1897 a 1913) a také saský král Albert (1899). V 19. stol. byl založen při zámku park, kde byla postavena v 19. stol. hrobka knížat Lichnovských.

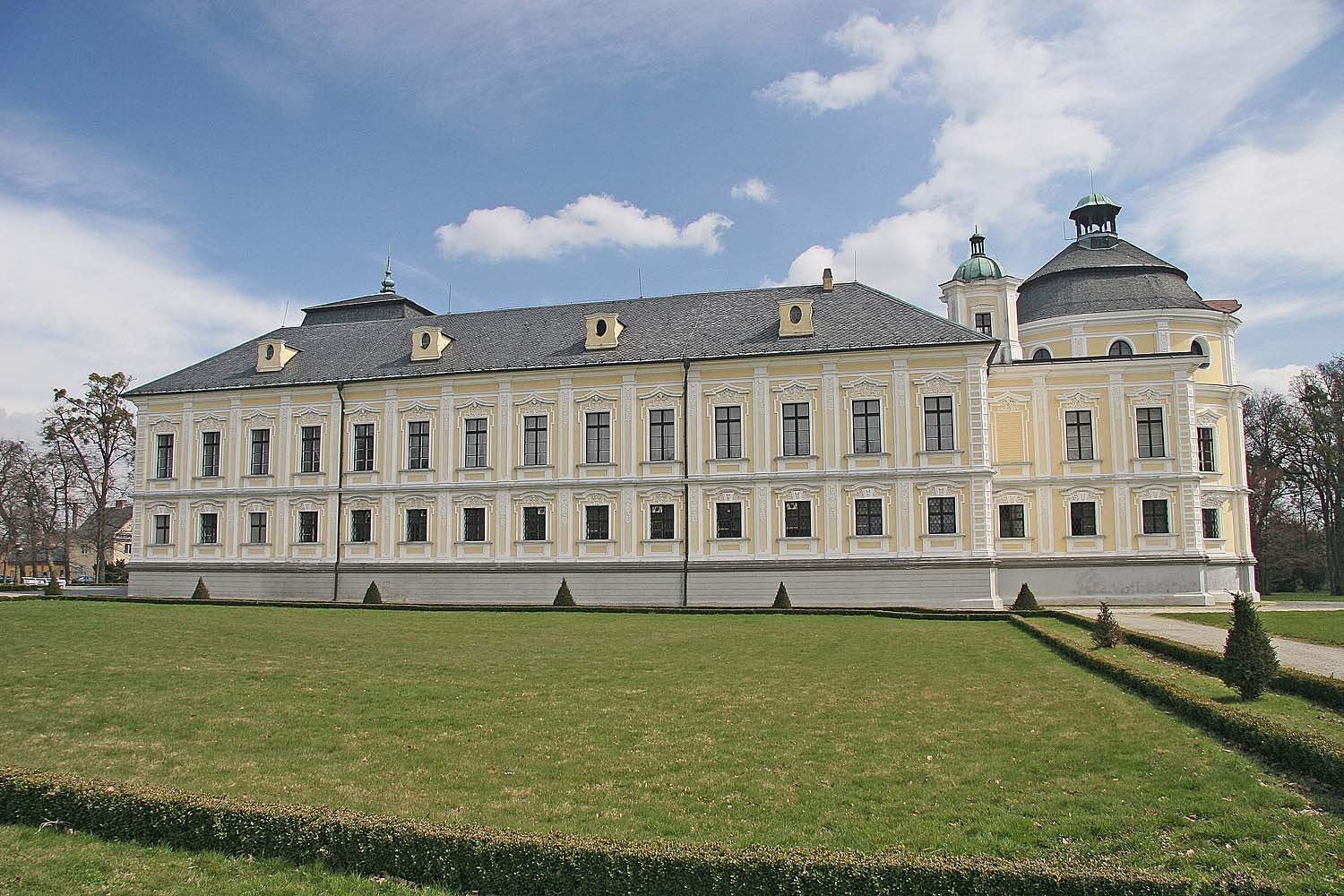
Zámek Kravaře

## Kravaře
K roku 1377 je v Kravařích uváděna tvrz. Samotný barokní zámek byl vybudován v letech 1721 až 1728 na místě původní jednokřídlé budovy, dnešního východního křídla za majitele panství Jana Rudolfa sv. p. Eichendorffa. Drasticky byl zámek poničen požárem v lednu l937. Ten zničil střechy, stropy zdobené figurální a ornamentální štukou, vnitřní zařízení, dřevěná vstupní schodiště. Zachovala se jen kaple. V letech 1950 – 1970 byla prováděna rozsáhlá rekonstrukce.

## Oldřišov
První písemná zmínka o obci Oldřišov pochází z roku 1234, kdy byla v majetku premonstrátorského kláštera Hradiska u Olomouce. Tvrz v místě vystavěl Kryštof Tvorkovský z Kravař, který obec vlastnil od roku 1526. Ve druhé polovině 17. století přestavěl poničenou tvrz do barokní podoby hrabě Jiří Štěpán z Vrbna. V 19. století byl u zámku zřízen krajinářský park. Po roce 1945 sloužil zámek pro potřeby státního statku, byl necitlivě přestavěn a ztratil tak svou barokní podobu. Rovněž nenávratně byl zničen i přilehlý park.

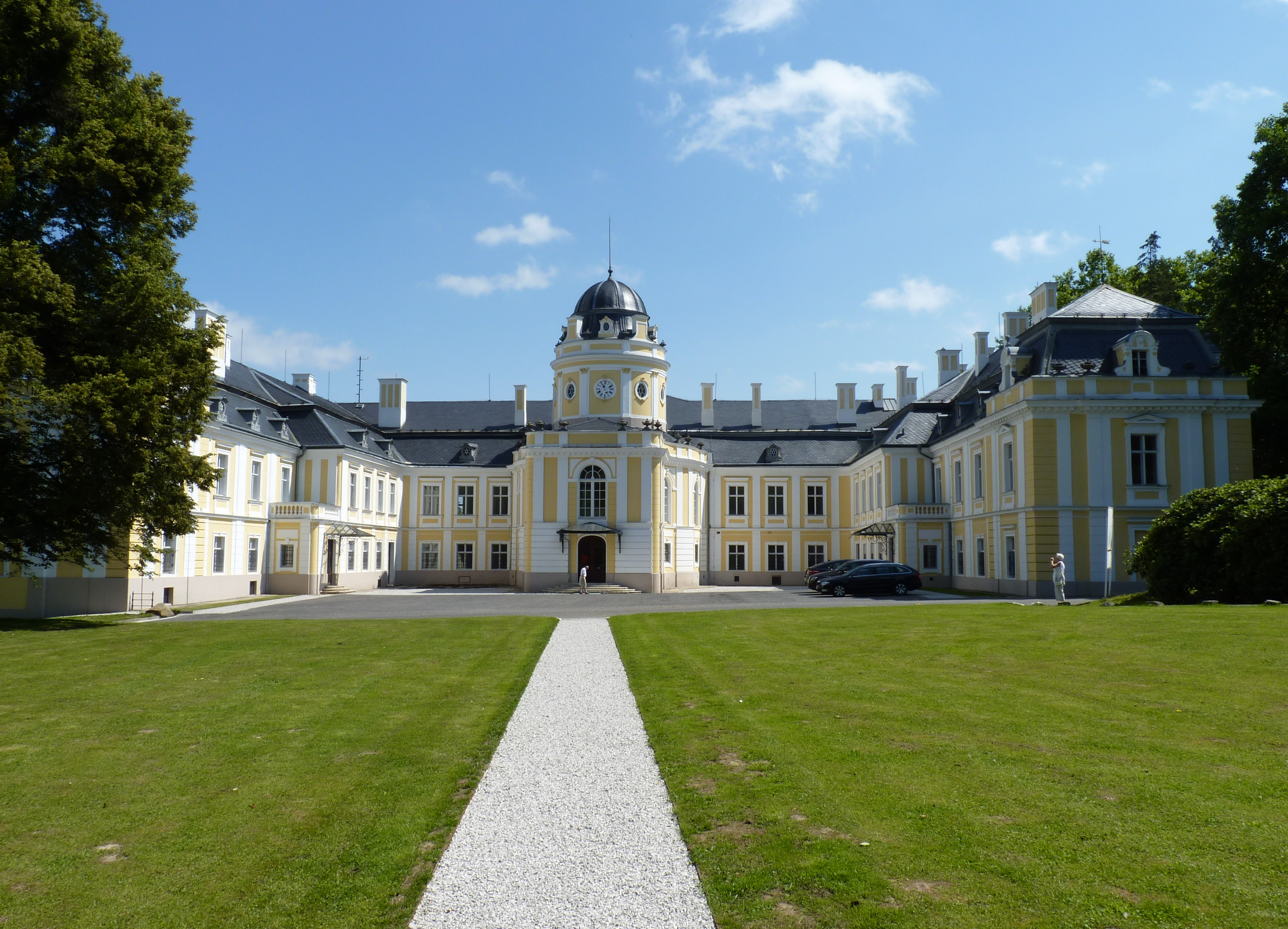
Zámek Šilheřovice

## Šilheřovice
Ve druhé polovině 16. století je v Šilheřovicích předpokládána renesanční tvrz držená pány z Vrbna. Fridrich Eichendorf nechal roce 1787 na místě zpustlé tvrze postavit zámek v romantickém historizujícím slohu. Od roku 1844 do roku 1945 bylo panství v majetku rodiny Rotschildových. Byl upraven zámecký park a vybudovány skleníky. V současné době zámek patří soukromému majiteli.

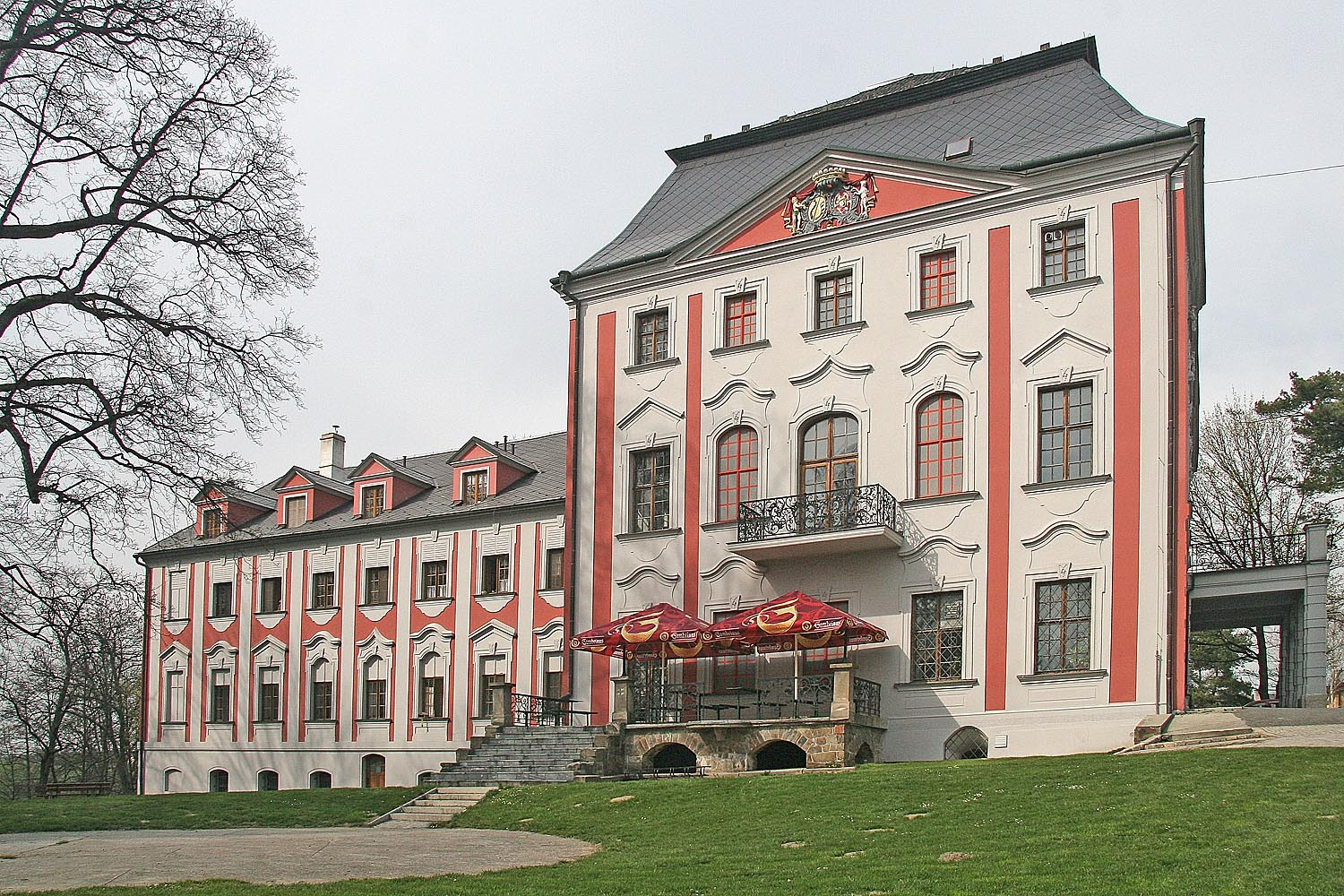
Zámek Velké Hoštice

## Velké Hoštice
Kolem roku 1550 – 1600 bylo na místě zbudováno jednoduché panské sídlo – tvrz. Před rokem 1765, kdy byla většina Velkých Hoštic postižena požárem, začala velká rekonstrukce zámku prováděna majitelem panství Ignácem Dominikem Chorynským z Ledské, který nechal na místě staré budovy panského sídla vystavět pozdně barokní zámek. Kolem roku 1840 bylo k zámku přistavěno příčné západní křídlo a zámek byl přestavěn do klasicistní podoby.